# Paulus Constantin La Fargue
Paulus Constantin La Fargue (L'Aia, 1729 – L'Aia, 1782) è stato un pittore olandese.

## Biografia

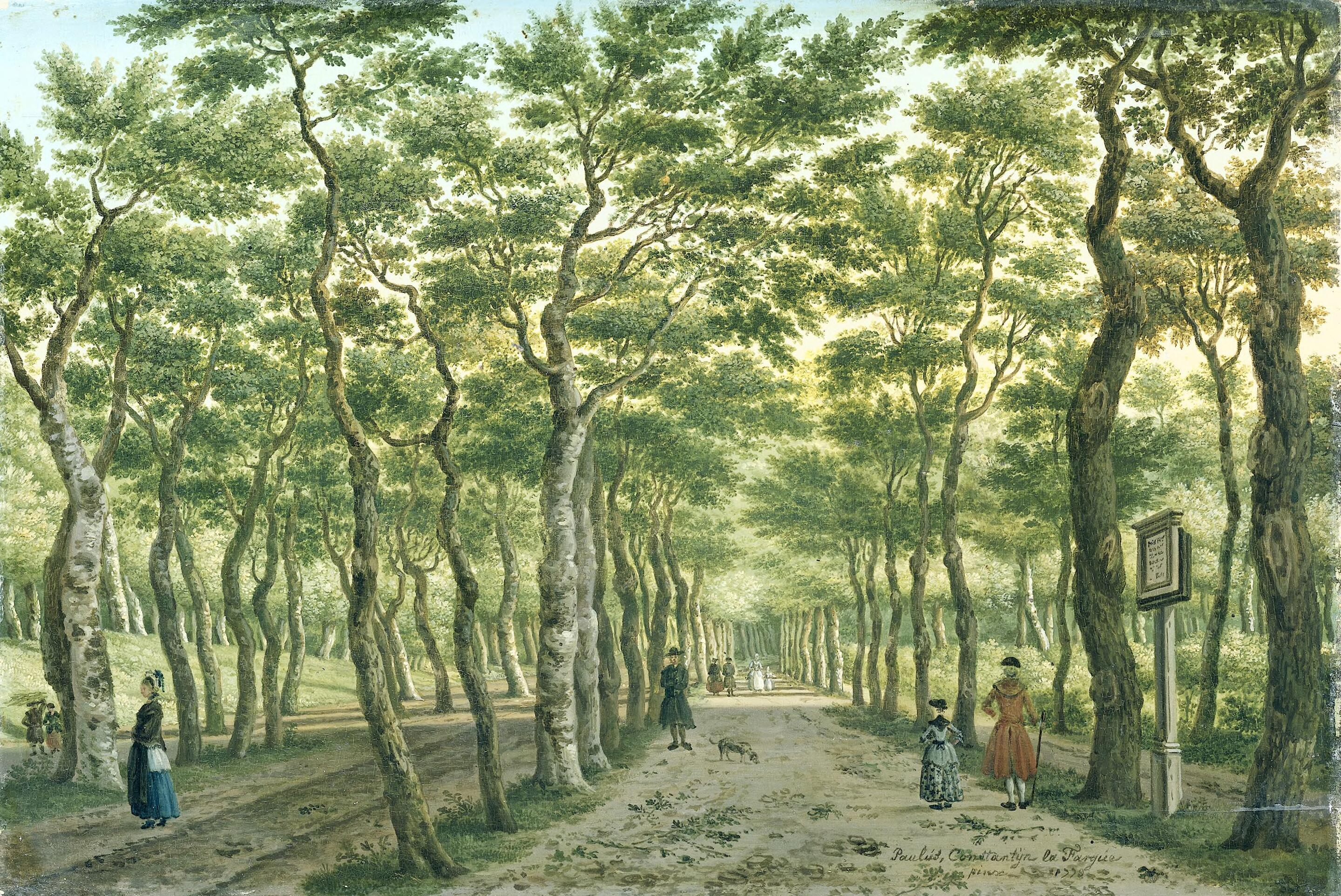
Sentiero nel Bosco dell'Aja

Iscritto alla gilda di L'Aja nel 1761, allievo dell'Accademia nel 1768, la sua presenza è documentata a Rotterdam nel 1763 e a Leida nel 1771, dipinse piccole vedute della città e dei dintorni di L'Aja, in accordo con la tradizione di Jacob van Ruisdael e soprattutto Jan van Heyden. I suoi lavori più noti sono la Piazza del mercato (1760), ora alla National Gallery di Londra, ed il Ponte di legno (1774), conservato al Mauritshuis dell'Aja.